# Christophe Guilloteau
Christophe Guilloteau, né le 18 juin 1958 à Lyon, est un homme politique français.
Membre des Républicains, il est président du conseil départemental du Rhône depuis 2015.
Il est député dans la 10e circonscription du Rhône de 2003 à 2017.

## Biographie

### Mandats locaux
En 1983, Christophe Guilloteau décroche son premier mandat en étant élu conseiller municipal de Belleville, dans le Rhône. Réélu en 1989, il siège jusqu'en 1995. Il est élu par la suite conseiller régional de Rhône-Alpes entre 1998 et 2008, et conseiller municipal de Vaugneray de mars 2001 au 24 juillet 2003.

### Député du Rhône
Le 24 juin 2003, il est élu député pour la XIIe législature (2002-2007), dans la 10e circonscription du Rhône, en remplacement de Jean Besson, démissionnaire, dont il était assistant parlementaire.
Il est réélu le 17 juin 2007 avec 63,99 % des suffrages et le 17 juin 2012 avec 59,85 % des suffrages.
Il soutient Nicolas Sarkozy pour la primaire présidentielle des Républicains de 2016 puis apporte son soutien à François Fillon dans l'entre-deux-tours.

### Président du conseil départemental
Lors des élections de mars 2015, il est élu conseiller départemental du Rhône dans le nouveau canton de Brignais, en binôme avec Christiane Agarrat.
Le 2 avril suivant, il est le premier président élu du conseil départemental du Rhône dans son nouveau périmètre.
Le 1er juillet 2021, il est réélu à l'unanimité président du conseil départemental du Rhône.

## Controverse
Huit associations environnementales adressent par courrier le 31 mars 2025 leur position, aux élus de la Communauté de communes Beaujolais Pierre dorées, de la Communauté de Villefranche au conseil départemental et à la région Auvergne, vis-à-vis du projet de port fluvial du Bordelan, à Anse, situé en bord de Saône dans le Beaujolais, au nord de Lyon. Les associations partagent leur opposition au projet et questionnent le coût (39,5 millions € d'investissement public), la pertinence et l’impact du projet (artificialisation d'une zone humide).
Le 4 avril 2025, en Conseil départemental du Rhône, Christophe Guilloteau agacé par cette prise de position, fait voter un amendement supprimant 82 000 € de subventions à trois associations signataires — France nature environnement Auvergne-Rhône-Alpes (FNE AURA), la Ligue pour la protection des oiseaux (LPO AuRA ) et Arthropologia.
Cette décision est jugée comme une attaque à la liberté d’expression et au rôle des contre-pouvoirs dans une démocratie.

## Mandats

### Mandats actuels
- Depuis avril 2015 : président du conseil départemental du Rhône, conseiller départemental du canton de Brignais
- Depuis le 18 mai 2015 : président du conseil d'administration de l'Opac du Rhône[11]

### Anciens mandats
- 2002-2017 : député de la 10e circonscription du Rhône
- 2008-2015 : conseiller général du canton de Saint-Genis-Laval (Rhône)
- 2001-2003 : conseiller municipal de Vaugneray (Rhône)
- 1998-2008 : conseiller régional de Rhône-Alpes
- 1983-1995 : conseiller municipal de Belleville (Rhône)

## Décorations
- Chevalier de la Légion d'honneur (2024)[12]